# Per-Olstjärnen, Jämtland
Per-Olstjärnen är en sjö i Östersunds kommun i Jämtland och ingår i Indalsälvens huvudavrinningsområde.